# 沖の南岩

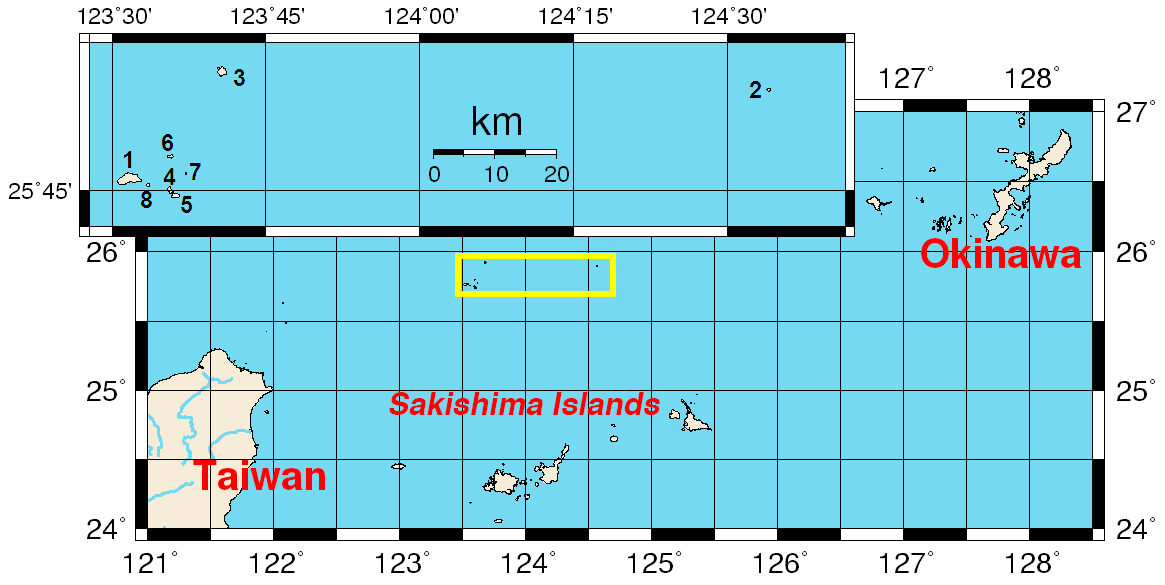
尖閣諸島の位置図（左上は拡大図）
1.魚釣島 2.大正島 3.久場島 4.北小島 5.南小島 6.沖の北岩 7.沖の南岩 8.飛瀬

沖の南岩（おきのみなみいわ）は、尖閣諸島の岩礁のひとつ。日本が実効支配し、中華人民共和国及び中華民国も領有権を主張している。日本の行政区分では沖縄県石垣市に属する。沖ノ南岩とも表記する。

## 概要
石垣島の北方約167キロメートル、尖閣諸島の主島である魚釣島から東方約7キロメートルに位置する。面積は約0.01平方キロメートル。最高点の標高は10メートル。
日本が実効支配している。中華人民共和国及び中華民国も領有権を主張しているが、正式名称はなく、中国語では、南嶼（中国大陸）、沖南岩（香港、マカオ、台湾地区）、大北小島などと呼ばれる。